# Washoe (chimpanzé)
Pour les articles homonymes, voir Washoe.
Washoe, née en septembre 1965 en Afrique de l'Ouest et morte le 30 octobre 2007 aux États-Unis, était une guenon chimpanzé qui vécut à l’Institut de la communication du chimpanzé et de l’humain (Chimpanzee and Human Communication Institute (en) – CHCI) de l’Université centrale de Washington, à Ellensburg.
Washoe est connue pour avoir été le premier primate non humain à acquérir un langage humain (la langue des signes américaine), lors d’un projet de recherche très controversé sur l’acquisition du langage par l’animal. Le nom de Washoe provient du comté de Washoe, au Nevada, où elle fut élevée dès son 10e mois par Allen (de) et Beatrix Gardner (en).

## Biographie
En 1967, les époux Gardner  développèrent le projet d’enseigner à Washoe la langue des signes américaine (ASL) à l’université du Nevada à Reno. Des essais antérieurs consistant à apprendre à des chimpanzés des langues vocales (comme les projets de Gua et de Viki (en)) avaient échoué. 
Les Gardner ont donc basé leur approche sur l’idée que les projets antérieurs avaient échoué du fait du sous-développement de l’appareil vocal des chimpanzés et non pas parce que ces animaux étaient fondamentalement incapables d’apprendre un langage (comme de nombreux biologistes de l’évolution et linguistes le proclamaient alors). Les Gardner ont choisi la langue des signes comme fondement de leur étude parce qu’ils avaient remarqué que les chimpanzés utilisaient spontanément les gestes pour communiquer entre eux…
Comme les chimpanzés des études antérieures, Washoe a été élevée dans un environnement riche de langue (et, dans son cas, riche de langage des signes) afin de recréer au maximum l’univers d’un petit enfant humain.
Washoe utilisait environ 250 signes qui formaient son lexigramme.  Pour que les scientifiques considèrent que la chimpanzée utilisait véritablement un signe, il fallait que celui-ci ait été vu par trois observateurs différents, à trois occasions séparées, et ce dans un contexte incontestablement approprié. Par la suite, le signe devait être observé 15 jours consécutifs pour qu’il soit ajouté à la liste des signes que Washoe utilisait.
Les critiques considèrent que les signes qu’utilisait Washoe étaient dus au conditionnement et non à la capacité de la guenon à comprendre et à désirer la communication. 
Or, on peut démontrer grâce à des vidéos que, dans certains cas, elle initiait elle-même la conversation. Ainsi, en 1979, Washoe avait eu un bébé, nommé Sequoyah, mais il mourut dans les semaines qui suivirent. Quand les éducateurs lui retirèrent son bébé des bras, Washoe signa et signa encore pour qu’on le lui rende. Elle ressentait un grand désarroi. Washoe fit même une dépression le jour où on lui apprit que son bébé était mort.
En réponse à l’expérience menée avec Washoe, un autre chimpanzé, nommé Nim Chimpsky, s’est vu enseigner la langue des signes d’une manière similaire mais plus stricte. Après avoir étudié les capacités de Nim, ses « professeurs » ont déclaré que les chimpanzés sont globalement incapables de dominer un langage. Cependant, Roger Fouts (en), du projet Washoe, croit que l’incapacité de Nim à « parler » provient des conditions artificielles dans lesquelles le chimpanzé a été élevé et éduqué, alors que Washoe a acquis la langue des signes à travers des interactions sociales avec son environnement.
Par ailleurs, Fouts a prouvé[réf. nécessaire] au CHCI qu’une communauté de chimpanzés signeurs (incluant Washoe) utilise spontanément la langue des signes dans ses échanges à l’Institut de la communication du chimpanzé et de l’humain. 
Des preuves ont également montré que Loulis (en), le fils adoptif de Washoe, a directement appris la langue des signes grâce à sa mère. De fait, lorsque Loulis apprenait la langue des signes, les humains ne pouvaient utiliser que sept signes en sa présence. Loulis est donc le premier primate non humain à avoir acquis un langage humain d’un autre primate. Pour apprendre à Loulis à signer, Washoe a utilisé des méthodes similaires à celles qu’avaient utilisées avec elle les Gardner, comme celle de placer les doigts de l’apprenant dans la position correcte d’un signe.
Cependant, il faut reconnaître que les observations pendant lesquelles Washoe a enseigné à Loulis (en) à parler en lui plaçant les mains de façon appropriée sont largement anecdotiques : seules quelques descriptions de ce comportement ont été faites par Roger Fouts dans le livre qu’il a publié au début des années 1980.  De plus, nous ne possédons pas de renseignements systématiques concernant le comportement d’enseignement et les enregistrements de l’utilisation de signes par Loulis n’ont pas été mis à jour depuis les premières années de l’étude.
En fait, tous les chercheurs qui ont travaillé avec les chimpanzés dont il est ici question durant les dix dernières années ont écrit que Loulis (en) n’utilisait qu’environ cinq signes. En conséquence, cet apprentissage du langage, s’il en constitue véritablement un, est un phénomène presque anecdotique qui n’est en rien comparable avec l’acquisition du langage par les petits humains.[réf. nécessaire]
Plusieurs projets ont essayé d’enseigner la langue des signes ou d’autres formes de langage à d’autres chimpanzés mais également à des gorilles, des bonobos, des orangs-outans, des dauphins, des pics-verts et des perroquets (notamment un perroquet gris du Gabon nommé Alex). Une synthèse de ces expériences nous apprendra sans doute plus sur le potentiel et les limites de l’apprentissage du langage par d’autres espèces, qu’une recherche essentiellement historique concernant le projet Washoe. Malgré tout, le projet Washoe restera une étape importante dans l’étude de l'intelligence animale, puisqu’il a été considéré par beaucoup comme le premier essai fructueux d’enseigner le langage à d’autres espèces, et qu’il a en conséquence stimulé tous les autres projets qui ont suivi dans ce domaine.

### Filmographie
- Washoe : le singe qui parle avec les mains, réalisé par Philippe Calderon, La Sept vidéo, Cité des sciences et de l'industrie, Paris, 1997, 52 min (VHS)